# Calumon
Calumon (クルモン?, Culumon) è un Digimon di livello intermedio del media franchise giapponese Digimon, che comprende anime, manga, giocattoli, videogiochi, carte collezionabili ed altri media. Calumon appare nella serie Digimon Tamers e ne è in qualche modo la mascotte.
Calumon è doppiato in giapponese da Tomoko Kaneda e in italiano da Paola Majano.

## Concezione e creazione
Il ruolo di Calumon in Tamers, come asserito dallo sceneggiatore di Tamers Chiaki J. Konaka nelle sue note sui personaggi, fu stabilito fin dalle prime note di produzione. Calumon sarebbe stato un Digimon rappresentativo della serie, per la quale sarebbe stato una mascotte, e non avrebbe avuto né un partner umano né la facoltà di digievolvere. A quel tempo, tuttavia, era già stato suggerito che Calumon possedesse il potere di attivare la Digievoluzione per gli altri Digimon: fino alla fine della "Saga di Digiworld", infatti, sarebbe stato questo il ruolo di Calumon nella storia. Proprio il fatto che Calumon non avesse un partner portò la seiyuu del Digimon, Tomoko Kaneda, a dichiarare in un'intervista che magari tutti avrebbero voluto amarlo e lo avrebbero trattato proprio come se fosse il Digimon partner di tutti. Ed infatti è proprio questo il concetto su cui si basa ogni relazione che Calumon intraprende con gli esseri umani.
Nella serie giapponese, i Digimon spesso hanno degli accenti e dei modelli di discorso piuttosto unici. Nonostante questo, Konaka preferì che i Digimon di Tamers parlassero come dei bambini, usando una normale proprietà di linguaggio anziché no. Calumon aveva tuttavia bisogno di suscitare un forte impatto sul pubblico e rappresentò l'eccezione che confermava la regola, con la frequente aggiunta di "Calu?" (o "Kuru?", nella versione giapponese) alla fine delle sue frasi. Lo staff di scrittori di Tamers pensò che, poiché Calumon non aveva un partner ed appariva molto di rado, il Digimon doveva essersi scelto da solo il proprio nome. Il modello discorsivo di Calumon si basa anche su questo presupposto. Il regista Yukio Kaizawa fu molto specifico sulle modalità di dialogo di Calumon, particolarmente sulle sue abitudini di buona educazione e sulla sua intonazione.
Konaka decise di rendere Calumon una creatura differente dalle altre: infatti, Calumon in realtà non è una vera e propria creatura virtuale, ma costituisce dei dati di programmazione che funzionano come un acceleratore o catalizzatore per la Digievoluzione. Il problema successivo, però, sarebbe stato il ruolo da affidargli in seguito all'utilizzo definitivo del suo potere. Konaka ritenne errato terminare lì la partecipazione di Calumon all'anime e ripensò agli aspetti del carattere del Digimon, a come aveva interagito con Takato e Jeri nel corso della storia, e si chiese come avrebbe potuto fare Calumon a "fare del suo meglio" per aiutare gli altri durante la continuazione della serie. Con questi pensieri nella mente, Konaka stesso scrisse il penultimo episodio di Tamers, "Due ali per Gallantmon".
Calumon, nella sua forma di programma, è noto come "Digientelechia". Le entelechie costituiscono un concetto creato da Aristotele, uno stato in cui qualcosa ha raggiunto il suo pieno potenziale e sta svolgendo il ruolo a cui era destinato. È un termine usato spesso per le forme di intelligenze artificiali, così come in filosofia.

## Aspetto e caratteristiche
Il nome originale di Calumon, "Culumon", deriva parzialmente da una diversa traslitterazione di "kuru" (che a sua volta deriva dalla parola giapponese "kurukuru"), che significa "girare in tondo, e dal suffisso "-mon" (abbreviazione di "monster"), che tutti i Digimon hanno alla fine del loro nome. Quindi, "Calumon" significa letteralmente "mostro che gira in tondo".
Calumon è un Digimon bianco dalle dimensioni ridotte. Ha gli occhi verdi, mentre le sue zampe inferiori e la punta delle sue orecchie sono di colore viola. Le sue orecchie, inoltre, che solitamente sono molto corte, quando il Digimon è allegro o divertito si allungano a dismisura, consentendogli anche di "volare". Sulla sua fronte è presente il simbolo della "Zero Unit", simbolo diametralmente opposto a quello del Digital Hazard, che rappresenta la Keter del Sephirot e che è formato da un grande triangolo, suddiviso in quattro triangoli minori. Il triangolo centrale, la "KETEiRU", è una gemma rossa che splende ed ha il potere di permettere la Digievoluzione agli altri Digimon.
Calumon è un Digimon unico nel suo genere, che non digievolve e non può essere digimodificato. Tuttavia, quando Growlmon digievolve per la prima volta in WarGrowlmon, il simbolo sulla fronte di Calumon si illumina e Calumon usa il potere della KETEiRU, indicando che Calumon sia in qualche modo connesso alla Digievoluzione. Fenomeni simili continuano ad accadere per tutte le battaglie di Tamers e, quando Calumon viene rapito e portato a Digiworld, ciò accade anche con frequenza maggiore, come quando, ad esempio, in un momento di allegria, Calumon rilascia il suo potere. Ciò crea un percorso di luce splendente, che permette ad alcuni Woodmon di digievolvere in Cherrymon. Alla fine, nell'episodio "L'arca dei Pionieri Digitali", viene rivelato che Calumon è in realtà la forma manifestata della Digievoluzione stessa. Il Digimon quindi usa il suo potere a pieno potenziale per permettere a tutti i Digimon presenti a Digiworld di digievolvere al livello mega.
Calumon non combatte e non ha attacchi. Nell'episodio "Il destino di Leomon" il Digimon, per la disperazione di essere intrappolato, prova ad inventare attacchi come "Super Bomba Invincibile di Calumon" e "Attacco Micidiale di Calumon", ma non ottiene risultati. Tuttavia, come detto, nella battaglia finale con il D-Reaper Calumon è in grado di circondare sé stesso e Jeri con una sorta di barriera protettiva.

## Apparizioni

### Digimon Tamers
Il ruolo di Calumon non è quello di un combattente; i suoi comportamenti immaturi e le sue emozioni espresse sempre in modo esagerato lasciano pochi dubbi su questo. Durante la saga di Digiworld, i Digimon Supremi rivelano che Calumon è stato creato come elemento primario della Digievoluzione - la versione "reale" della "Digientelechia". I Supremi sigillarono originariamente questo potere in un Digimon per nascondere la sua esistenza al malvagio D-Reaper. Alla fine della serie, i Supremi ripristinano questo potere a Digiworld, ma permettono a Calumon di continuare a vivere come un Digimon normale. All'inizio di Tamers, Calumon credeva che il mondo reale fosse un gioco e che gli esseri umani non fossero nient'altro che Digimon. Calumon è inoltre l'unico Digimon del gruppo dei protagonisti a non avere un partner umano, anche se sembra stabilire un legame speciale con Jeri dopo la perdita di Leomon. Quando i Domatori fanno ritorno da Digiworld (dove si erano recati proprio per salvare lui, rapito precedentemente dal Deva Makuramon per conto proprio di uno dei Digimon Supremi, Zhuqiaomon), infatti, Calumon decide di tornare anch'egli nel mondo reale e di rimanere a vivere con Jeri. Quando Jeri è intrappolata nella Sfera Kernel, Calumon riesce a sentire la sua presenza e a condurre Impmon in una missione di soccorso. Il Digimon, dopo essere entrato nella Sfera grazie a Beelzemon Blast Mode (digievoluto per eliminare alcuni agenti del D-Reaper), la aiuta anche ad uscire dalla depressione in cui la ragazza era sprofondata, cercando di farla reagire al D-Reaper e facendole capire che c'è sempre qualcosa per cui vale la pena vivere. Dopo che la ragazza riesce a distruggere la Sfera Kernel grazie al suo Digivice D-Arc, Calumon la protegge dalla Massa del Caos con un campo di forza durante la battaglia finale e la trasporta all'esterno della Sfera. I due vengono infine liberati da Takato e Guilmon. Calumon è però costretto a tornare a Digiworld insieme agli altri Digimon per effetto del programma Shaggai e tra le lacrime è costretto a dire addio a Jeri.
Nella versione giapponese, Calumon ha l'abitudine di ripetere costantemente "kuru". Questa caratteristica venne rimossa dalla versione inglese ed alcuni fan credono che ciò sia dovuto per evitare qualsiasi associazione ai Pokémon (che solitamente nell'anime ripetono solamente il loro nome). Tuttavia, nella versione inglese andata in onda nel sud-est asiatico (realizzata a Singapore), Calumon continua ad avere quest'abitudine, anche se dice "calu" a causa del nome "inglese" del Digimon. Anche in Italia, benché solitamente i dialoghi vengano tradotti dalla versione inglese, Calumon ripete spesso "calu".

#### The Adventurers' Battle e Runaway Digimon Express
Calumon appare sia nel quinto che nel sesto film dedicati all'universo di Digimon, ma non gioca un ruolo molto importante in nessuno dei due. Appare infatti nella battaglia finale di The Adventurers' Battle ed innesca la Digievoluzione di Growlmon, Gargomon e Kyubimon in WarGrowlmon, Rapidmon e Taomon, permettendogli di distruggere Gulfmon con il loro attacco Trinity Burst. In Runaway Digimon Express, invece, Calumon aiuta semplicemente con i preparativi per la festa a sorpresa di Rika e non ha alcun ruolo nella battaglia dei Domatori contro Locomon e Parasimon. Sembra essere diventato tuttavia il nuovo Digimon di Jeri dopo la scomparsa di Leomon.

## Merchandise
Esistono numerosi prodotti basati sul personaggio di Calumon. Questi includono peluche, poster, persino un gioco simile ad un Tamagotchi in cui i giocatori devono badare al loro cucciolo di Calumon personale.

## Character song
Calumon dispone di due image song personali, "Asobo Culuculu" ("Giochiamo calu calu") dall'album "Song Carnival" e "Culu Culu Culumon!" ("Calu calu Calumon!"), più una terza, "I'm Dreaming of a White Christmas" ("Sognando un bianco Natale"), che non è mai stata distribuita in commercio.

## Accoglienza
Oskar O.K. Strom di Honey's Anime ha considerato Calumon come il quarto Digimon più carino.